# Акуратере, Лайма
Лайма Агита Акуратере (латыш. Laima Agita Akuratere, 21 января 1910, Рига — 28 августа 1969, Рига) — латвийская и советская поэтесса и переводчица.

## Биография
Лайма Акуратере родилась 21 января 1910 года в Риге.
Училась в школе Олавы и начальной школе Спривулис. В 1930 году окончила рижскую 3-ю городскую гимназию.

С 1930 года училась на филологическо-философском факультете Латвийского университета в Риге, специализировалась на романской филологии. Акуратере изучила французский, итальянский, испанский, английский, немецкий и русский языки. Также увлекалась историей искусства и музыкой: успешно овладела игрой на фортепиано и изучила теорию музыки под руководством профессора Арвида Даугулиса. С интересом посещала в Риге любые примечательные концерты, выставки, спектакли.

Отец Лаймы Янис Акуратерс, латвийский писатель и театральный деятель

После того как отец Лаймы Янис Акуратерс неизлечимо заболел, она была вынуждена больше проводить времени с ним и оставила учёбу. В 1937 году, после того как отец умер, Лайма вернулась в университет. Однако за это время положение дел в вузе заметно изменилось: один из преподавателей перешёл на дипломатическую работу, другой уехал во Францию, а факультет стал ориентироваться на материализм и практицизм. Не видя преподавателя, под руководством которого можно написать дипломную работу, Акуратере насовсем оставила учёбу.
После Великой Отечественной войны жила в тяжёлых материальных условиях.
Во второй половине 1950-х годов тяжело заболела.
Умерла 28 августа 1969 года в Риге. Похоронена на Первом лесном кладбище в Риге.

### Литературная деятельность
В 1934 году опубликовала первое стихотворение «Два сына музы в среднем возрасте» в журнале «Пьезауле». Это было поздравление Антону Аустрину и Эдварту Вирзе к их 50-летию. Во второй половине 1930-х годов печаталась в латвийской прессе.
Занималась переводами на латышский язык с английского, итальянского, французского и русского. В 1937 году перевела «Сонеты Лауре» итальянского поэта Франческо Петрарки, в 1945 году — поэму советской поэтессы Веры Инбер «Пулковский меридиан». Также переводила произведения Уильяма Шекспира, Данте Алигьери, Шарля Бодлера, Альфреда де Мюссе.
В 1940 году была составительницей англо-латышского словаря.
После Великой Отечественной войны ряд переводов, сделанных Акуратере, были включены в сборники зарубежной поэзии, которые выходили в Риге: «Антология английской поэзии» (1940) и «Лирика народов мира» (1959). Однако её оригинальные стихотворения не публиковались.
В 1948 году подготовила стихотворный сборник «Некоторые песни». При жизни Акуратере он не был издан и вышел только в 1999 году в рижском издательстве «Пилс».

## Критика

Обложка сборника Лаймы Акуратере «Dažas dziesmas»

Единственный авторский сборник Акуратере «Некоторые песни», вышедший в 1999 году, вызвал интерес латвийской критики. Майра Валтере назвала книгу лирической биографией, которая метафорически хранит личные переживания автора, а исторические события переплетаются с семейными трагедиями.
Песня в её сборнике — символ отношения к окружающему миру, возвышающий происходящее на эпической основе.
Поэт и литературный критик Имант Аузиньш отмечает, что в творчестве Акуратере соединены латвийская лирическая традиция и опыт зарубежной поэзии.

## Память
В 2010 году в музее Яниса Акуратерса в Риге состоялась выставка «Три песни», приуроченная к 100-летию со дня рождения Лаймы Акуратере. На ней были представлены фотографии, письма, школьные сочинения поэтессы.

## Семья
Отец — Янис Акуратерс (1876—1937), писатель и драматург, идейный вдохновитель и один из организаторов создания Латвийского Национального театра.
Мать — Мария.
Муж — Фриц Ос, на момент женитьбы был студентом-агрономом. Поженились в 1938 году.
Сын — Янис Осис (1940—2000).